# Kopalnia Węgla Kamiennego „Staszic-Wujek”
Kopalnia Węgla Kamiennego „Staszic-Wujek” – kopalnia węgla kamiennego w Katowicach, należąca do Polskiej Grupy Górniczej, powstała  z połączenia kopalni „Murcki-Staszic” oraz „Wujek” w 2021.

## Historia
W ramach restrukturyzacji górnictwa na Górnym Śląsku stosowano łączenie ze sobą sąsiadujących kopalń zamiast ich likwidacji. W ten sposób upraszczano struktury przedsiębiorstw przy jednoczesnym zmniejszeniu kosztów. W 2010 połączono katowickie kopalnie „Murcki” i „Staszic”, tworząc nowe przedsiębiorstwo KWK „Murcki-Staszic”. Kopalnia ta należała początkowo do Katowickiego Holdingu Węglowego, zaś w 2017 została przejęta przez Polską Grupę Górniczą. W styczniu 2021 zlikwidowano ruch Murcki na południu miasta, łącząc ze sobą kopalnie „Murcki-Staszic” oraz „Wujek”. Łączone kopalnie prowadziły pracę jako tzw. ruchy jednego zakładu górniczego pod wspólną dyrekcją. Tym sposobem udało się uniknąć redukcji zatrudnienia. Część pracowników stopniowo pracowała przy likwidacji zbędnego majątku. W części nowo powstałej kopalni nadal działa ściana szkoleniowa. Dzięki podziemnemu połączeniu technologicznemu węgiel trafia do jednego zakładu przeróbczego, co umożliwiło redukcję struktury i kosztów. 
W 2021 zakład wyposażono w giętarko-prostownicę służącą do prostowania obudowy łukowej pochodzącej ze zlikwidowanych wyrobisk. Zainwestowano w transport dołowy kolejkami spalinowymi-podwieszanymi na dystansie 8,5 km. Wydobycie prowadzono na czterech ścianach.

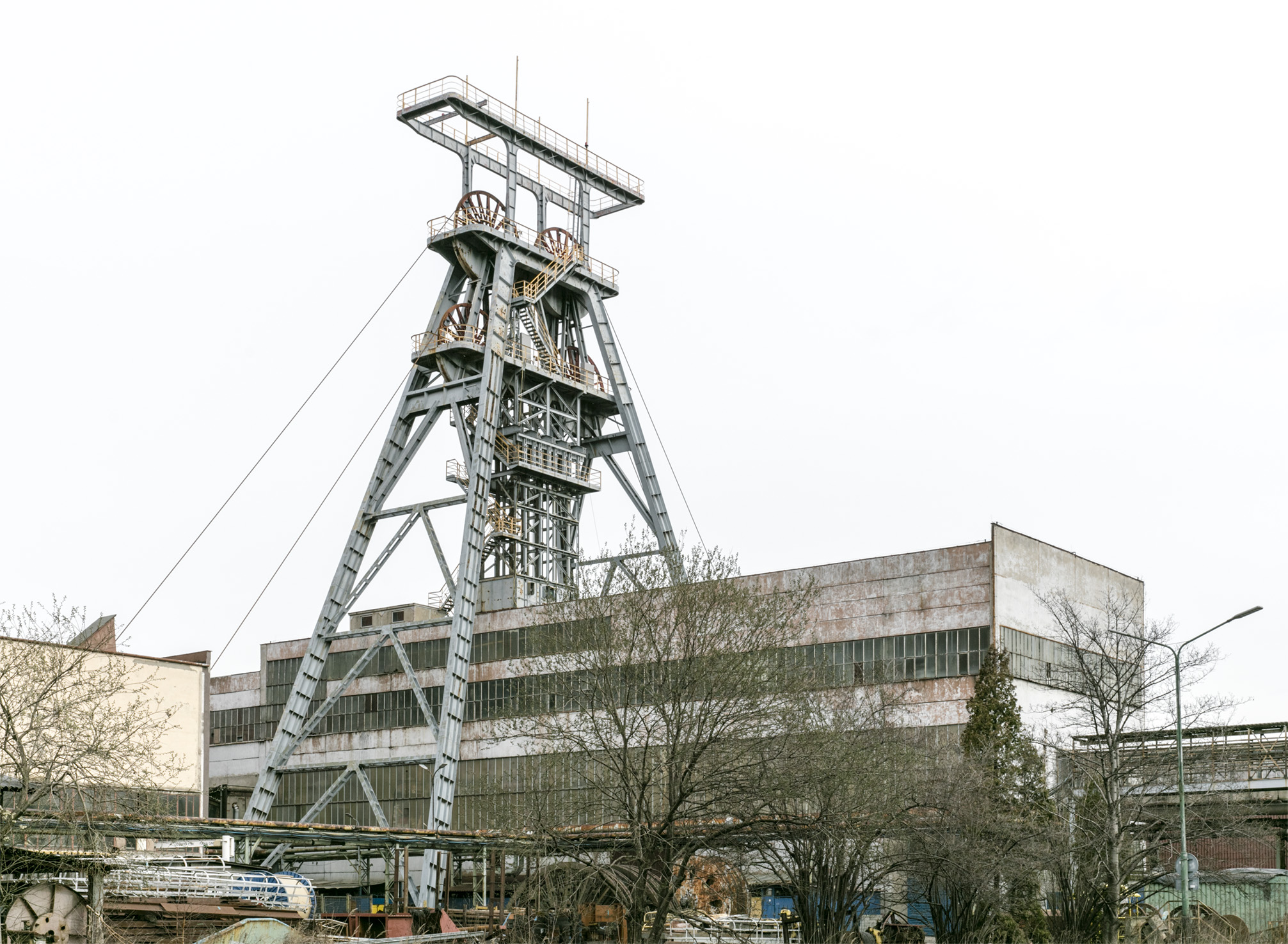
Szyb Staszic przy ul. Karolinki
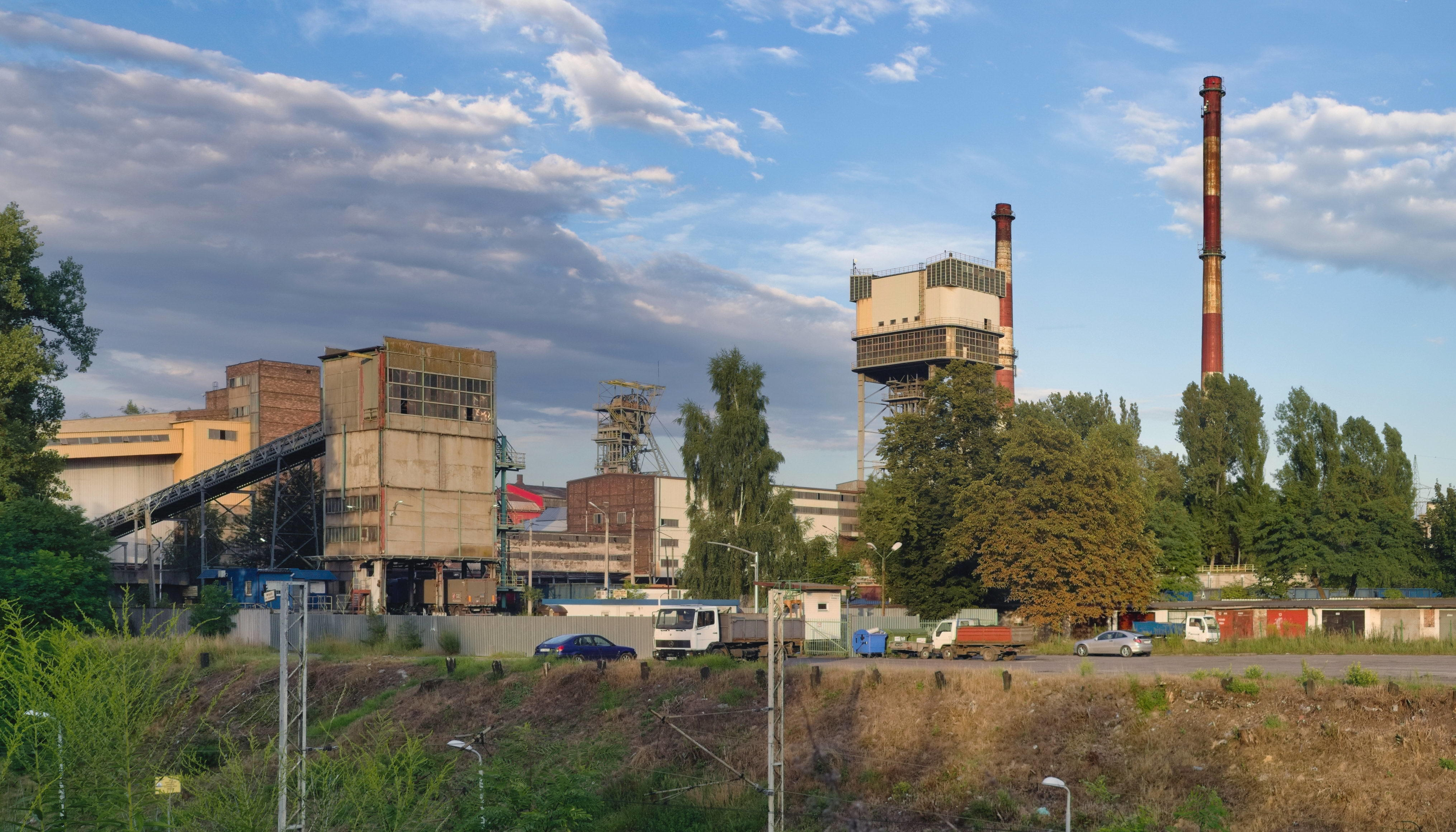
Szyby Krakus i Lechia